# Doug McKay (hockeista su ghiaccio 1953)
Douglas B. McKay (Hamilton, 1º agosto 1953) è un allenatore di hockey su ghiaccio, dirigente sportivo ed ex hockeista su ghiaccio canadese.

## Carriera

### Giocatore
McKay è figlio d'arte: il padre Douglas Alvin McKay ha giocato in AHL ed in NHL, vincendo una Calder Cup ed una Stanley Cup. Ha un passato da giocatore in diverse minors nordamericane, tra il 1973 ed il 1980: OHASr (1975-76, parte della stagione successiva e poi in quella 1978-79 coi Cambridge Hornets, parte di quest'ultima stagione coi Brantford Alexanders), NAHL (9 incontri nel 1976-77 coi Syracuse Blazers), NEHL (1978-79, interamente con gli Utica Mohawks) ed IHL (16 incontri nel 1976-77 coi Muskegon Mohawks e poi l'intera stagione 1979-80, parte coi Dayton Gems, parte coi Kalamazoo Wings).

### Allenatore
Nel 1980 ha intrapreso la carriera di allenatore, dapprima in Italia, come capo allenatore del Cortina (1980-1981), poi come assistant coach della squadra NHL dei Toronto Maple Leafs. Successivamente è passato ai Muskegon Mohawks in IHL, dove è rimasto due stagioni senza risultati di grande rilievo (48 vittorie in 164 incontri). Nel 1985-86 sedette sulla panchina dei Flint Spirits, sempre in IHL.
Fece ancora una esperienza come assistant coach in NHL coi New Jersey Devils (1987-89), per poi tornare nelle minor (Binghamton Whalers, stagione 1989-90, conclusa fuori dai play-off).
Negli anni novanta allenò in Svizzera e Paesi Bassi, per approdare nuovamente, nel campionato 2003-04, in Italia, al Renon per due stagioni.
Nel 2005-06 tornò in Nordamerica, in ECHL coi Trenton Titans, dalla cui panchina fu allontanato dopo 19 incontri.
Nel campionato 2006-07 è di nuovo tornato in Italia, questa volta al Cortina, da cui viene allontanato a metà stagione per tensioni con la dirigenza. Dopo che però il Bolzano allontanò il suo allenatore al termine di un lungo periodo di crisi, McKay trovò una panchina proprio dai biancorossi, con cui è stato confermato nella stagione successiva. Dopo un buon inizio (la squadra chiuse il primo girone di andata e ritorno al terzo posto, a tre punti dalla vetta), il Bolzano entrò in una lunga crisi che portò all'esonero di McKay, sostituito dal giovane Jamie Dumont, proveniente dalle giovanili.
Dal 2011 al 2013, Doug McKay è stato allenatore del Merano. È poi passato in Danimarca al Rungsted Ishockey Club, ma il club, in difficoltà economiche, lo ha sollevato dall'incarico nel gennaio 2014.
Nel novembre 2016 è subentrato a Jason Morgan sulla panchina dei polacchi dell'Orlik Opole, guidandoli fino al termine della stagione; rimase poi fermo per la stagione 2017-2018, mentre in quella successiva è stato nominato general manager e allenatore dei Milton Keynes Lightning, ma ha lasciato il club già il 14 novembre.
Ha fatto ritorno in panchina nel dicembre del 2020, quando è stato nuovamente messo sotto contratto dal Merano. Con il passaggio della squadra altoatesina in Alps Hockey League, McKey ha cambiato ruolo, divenendo il general manager della squadra. Questa esperienza è tuttavia durata pochi mesi: per motivi familiari ha dovuto far rientro in Canada, lasciando i meranesi.